# 杜子端
杜子端（1920年2月22日—2008年），山东省鄄城县人，中华人民共和国政治人物。
早年担任鲁西鄄城第九区区长、冀鲁豫军区第二军分区临泽县大队副政委兼县长、华北独立二旅六团政治主任，平原军区华北独立警备一团政治主任，天津长芦盐务分局党委委员，中央财政部盐务总局人事室副主任，轻工业部供销总局办公室主任、第一轻工业部食品工业管理局局长，轻工业部副部长，农业部副部长、国家经委食品办主任，中国食品工业协会会长。2008年去世。